# 小行星11678
小行星11678（11678 Brevard）是一颗绕太阳运转的小行星，为主小行星带小行星。该小行星于1998年2月25日发现。

## 轨道参数
小行星11678的轨道半长轴为2.4618856 UA，离心率为0.177。